# Brogården
Brogården var en folkehøjskole og et kursuscenter. 
Oprindelig hed Brogården Middelfart Højskole. Den blev oprettet af KFUM's Sociale Arbejde og i september 1964 etableret i den tidligere fiskerihøjskole på Strandvejen i Middelfart med Knud Mortensen som forstander. Knud og Sonja Mortensen var forstanderpar indtil 1992. 
Brogården var en utraditionel blanding af grundtvigiansk folkehøjskole med lange og korte kurser – og samtidig et decideret kursuscenter som primært afholdt samarbejdskurser for erhvervslivet, foreninger, institutioner og den offentlig sektor.

## Historie
August 1973 flyttede Brogården ud til nyopførte bygninger nærmere Strib 55°31′40″N 9°47′9″Ø / 55.52778°N 9.78583°Ø. Behandlingshjemmet Ringgården overtog de gamle bygninger.
I slutningen af firserne begyndte det at gå ned ad bakke. Elevtallet på de lange kurser såvel som medlemstallet i elevforeningen skrumpede år for år, og i 2001 lukkede både højskolen og kursuscentret, efter at man havde solgt nogle lærerboliger mv. fra.
I februar 2002 opløste en lille snes mennesker højskolens elevforening Sams (Sammenslutningen af tidligere elever og kursister), som i sin storhedstid i 1980'erne havde talt over 300 medlemmer.
|  | Denne artikel om en bygning eller et bygningsværk kan blive bedre, hvis der indsættes et (bedre) billede. Du kan hjælpe ved at afsøge Wikimedia Commons for et passende billede eller lægge et op på Wikimedia Commons med en af de tilladte licenser og indsætte det i artiklen. |

55°30′22″N 9°45′3″Ø / 55.50611°N 9.75083°Ø